# NGC 5768
NGC 5768 је спирална галаксија у сазвежђу Вага која се налази на NGC листи објеката дубоког неба.
Деклинација објекта је - 2° 31' 49" а ректасцензија 14h 52m 7,9s. Привидна величина (магнитуда) објекта NGC 5768 износи 12,8 а фотографска магнитуда 13,5. NGC 5768 је још познат и под ознакама UGC 9564, MCG 0-38-9, CGCG 20-26, KARA 652, IRAS 14495-0219, PGC 53089.